# Hukkajärvi (sjö i Finland)
Hukkajärvi är en sjö i Finland. Den ligger i kommunen Kuhmo i landskapet Kajanaland, i den östra delen av landet, 500 km nordost om huvudstaden Helsingfors. Hukkajärvi ligger 203,3 meter över havet. I omgivningarna runt Hukkajärvi växer i huvudsak barrskog. Den är 15,2 meter djup. Arean är 1,21 kvadratkilometer och strandlinjen är 8,67 kilometer lång. Sjön  ingår i Uleälvens huvudavrinningsområde. 